# Матчи сборной Москвы по футболу (1932)
Сезон 1932 года стал 26-м в истории сборной Москвы по футболу.
В нем сборная провела
- 15 официальных матчей 
  - 8 соревновательных
    - 5 в рамках Чемпионата РСФСР
    - 3 в рамках Чемпионата СССР

  - 7 товарищеских междугородних
    - в том числе 2 в рамках Матча трёх городов
- 22 неофициальных матча 
  - в том числе 2 международных с «рабочей» командой Германии

## Классификация матчей
По установившейся в отечественной футбольной истории традиции официальными принято считать матчи первой сборной с эквивалентным по статусу соперником (сборные городов, а также регионов и республик); матчи с клубами Москвы и других городов составляют отдельную категорию матчей.
Международные матчи также разделяются на две категории: матчи с соперниками топ-уровня (в составах которых выступали футболисты, входящие в национальные сборные либо выступающие в чемпионатах (лигах) высшего соревновательного уровня своих стран — как профессионалы, так и любители) и (начиная с 1920-х годов) международные матчи с так называемыми «рабочими» командами (состоявшими, как правило, из любителей невысокого уровня).

## Статистика сезона
| 1932              |                                    |      |
| Н (1)             | Москва — Москва-II                 | 1:2  |
| Н (2)             | Москва (МГСПС) — Ленинград (ЛОСПС) | 5:1  |
| Н (3)             | Москва (МГСПС) — Харьков (ХОСПС)   | 0:0  |
| Н (4)             | Москва (МГСПС) — Ленинград (ЛОСПС) | 0:3  |
| Н (5)             | Москва — Москва-II                 | 2:1  |
| МГ 67             | Москва — Одесса                    | 4:1  |
| Н (6)             | Москва-II — Одесса                 | 4:1  |
| МГ 68             | Москва — Киев                      | 1:1  |
| МГ 69             | Москва — Киев                      | 2:5  |
| МГ 70             | Москва — Ленинград                 | 2:2  |
| МГ 71             | Москва — Харьков                   | 3:0  |
| МГ 72             | Москва — Ленинград                 | 2:3  |
| Н (7)             | Москва — СССР                      | 4:3  |
| С 37              | Москва — Нижний Новгород           | 8:0  |
| С 38              | Москва — Пятигорск                 | 5:1  |
| МГ 73             | Москва — Северный Кавказ           | 3:1  |
| Н (8)             | Москва — «Динамо» Ростов           | 5:0  |
| С 39              | Москва — Самара                    | 12:0 |
| С 40              | Москва — Свердловск                | 4:0  |
| С 41              | Москва — Ленинград                 | 2:3  |
| С 42              | Москва — Тифлис                    | 6:1  |
| С 43              | Москва — Донбасс                   | 9:1  |
| С 44              | Москва — Ленинград                 | 5:1  |
| Н (9)             | Москва — СССР                      | 3:3  |
| Н (10)            | Москва (мол) — Коломна             | 3:0  |
| Н (11)            | Москва (мол) — Егорьевск           | 3:1  |
| Н (12)            | Москва — Германия «рабочая»        | 3:3  |
| Н (13)            | Москва — Германия «рабочая»        | 7:1  |
| Н (14)            | Москва — СССР                      | 2:1  |
| Н (15)            | Москва (мол) — Киев                | 1:1  |
| Н (16)            | Москва (мол) — Киев (мол)          | 5:0  |
| Н (17)            | Москва — «Серп и Молот»            | 4:4  |
| Н (18)            | Москва (мол) — Днепропетровск-II   | 4:0  |
| Н (19)            | Москва (мол) — Днепропетровск      | 2:1  |
| Н (20)            | Москва (мол) — Николаев            | 1:1  |
| Н (21)            | Москва (мол) — Николаев (мол)      | 4:2  |
| Н (22)            | Москва (мол) — Кривой Рог          | 2:1  |
| Итого             |                                    |      |
| И В Н П М         |                                    |      |
| 15 10 2 3 68 − 20 |                                    |      |
| 22 14 6 2 65 − 30 |                                    |      |

## Официальные матчи

### 125. Москва — Одесса — 4:1
Междугородний товарищеский матч 67 (отчет ).

| Москва | 4:1 | Одесса |
| ------ | --- | ------ |
|        |     |        |

| Игрок                | Клуб                 |                | Вышел на замену | Гол   |
| -------------------- | -------------------- | -------------- | --------------- | ----- |
| Филиппов, Иван       | «Дукат»              | Серебряный гол | 11              | (-19) |
|                      |                      |                |                 |       |
| Старостин, Александр | «Дукат»              |                | 25              |       |
| Пчеликов, Павел      | «Красный пролетарий» |                | 25              |       |
|                      |                      |                |                 |       |
| Леута, Станислав     | «Дукат»              |                | 29              | 2     |
| Старостин, Андрей    | «Дукат»              |                | 10              |       |
| Никишин, Евгений     | ЦДКА                 |                | 38              | 1     |
|                      |                      |                |                 |       |
| Старостин, Николай   | «Дукат»              |                | 36              | 32    |
| Иванов, Сергей       | «Динамо»             |                | 15              | 12    |
| Исаков, Петр         | «Дукат»              |                | 45              | 16    |
| Павлов, Василий      | «Динамо»             |                | 17              | 13    |
| Ильин, Сергей        | «Динамо»             |                | 12              | 5     |

| Одесса |  |
| ------ |  |
| ?      |  |
|        |  |
| ?      |  |
| ?      |  |
|        |  |
| ?      |  |
| ?      |  |
| ?      |  |
|        |  |
| ?      |  |
| ?      |  |
| ?      |  |
| ?      |  |
| ?      |  |

### 126. Москва — Киев — 1:1
Междугородний товарищеский матч 68 (отчет ).

| Москва        | 1:1 | Киев |
| ------------- | --- | ---- |
| - ? 3′ (авт.) |     |      |

| Игрок                | Клуб                 |                | Вышел на замену | Гол   |
| -------------------- | -------------------- | -------------- | --------------- | ----- |
| Филиппов, Иван       | «Дукат»              | Серебряный гол | 12              | (-20) |
|                      |                      |                |                 |       |
| Старостин, Александр | «Дукат»              |                | 26              |       |
| Пчеликов, Павел      | «Красный пролетарий» |                | 26              |       |
|                      |                      |                |                 |       |
| Леута, Станислав     | «Дукат»              |                | 30              | 2     |
| Старостин, Андрей    | «Дукат»              |                | 11              |       |
| Никишин, Евгений     | ЦДКА                 |                | 39              | 1     |
|                      |                      |                |                 |       |
| Старостин, Николай   | «Дукат»              |                | 37              | 32    |
| Смирнов, Василий     | «Динамо»             |                | 3               | 1     |
| Исаков, Петр         | «Дукат»              |                | 46              | 16    |
| Павлов, Василий      | «Динамо»             |                | 18              | 13    |
| Ильин, Сергей        | «Динамо»             |                | 13              | 5     |

| Одесса       |  |
| ------------ |  |
| Идзковский   |  |
|              |  |
| Весеньев     |  |
| Свиридовский |  |
|              |  |
| Тютчев       |  |
| Пионтковский |  |
| Долгов       |  |
|              |  |
| Синица       |  |
| Гончаренко   |  |
| Сердюк       |  |
| Прокофьев    |  |
| Печеный      |  |

### 127. Москва — Киев — 2:5
Междугородний товарищеский матч 69 (отчет ).

| Москва                     | 2:5 | Киев                                                            |
| -------------------------- | --- | --------------------------------------------------------------- |
| - Павлов 34′ - Смирнов 74′ |     | - 31′ 88′ Печеный - 36′ Гончаренко - 61′ Сердюк - 85′ Прокофьев |

| Игрок                | Клуб                 |                                                                                    | Вышел на замену | Гол   |
| -------------------- | -------------------- | ---------------------------------------------------------------------------------- | --------------- | ----- |
| Филиппов, Иван       | «Дукат»              | Серебряный гол · Серебряный гол · Серебряный гол · Серебряный гол · Серебряный гол | 13              | (-25) |
|                      |                      |                                                                                    |                 |       |
| Старостин, Александр | «Дукат»              |                                                                                    | 27              |       |
| Пчеликов, Павел      | «Красный пролетарий» |                                                                                    | 27              |       |
|                      |                      |                                                                                    |                 |       |
| Леута, Станислав     | «Дукат»              |                                                                                    | 31              | 2     |
| Старостин, Андрей    | «Дукат»              |                                                                                    | 12              |       |
| Никишин, Евгений     | ЦДКА                 |                                                                                    | 40              | 1     |
|                      |                      |                                                                                    |                 |       |
| Потапов, Вадим       | «Серп и Молот»       |                                                                                    | 2               | 1     |
| Смирнов, Василий     | «Динамо»             | Гол                                                                                | 4               | 2     |
| Исаков, Петр         | «Дукат»              |                                                                                    | 47              | 16    |
| Павлов, Василий      | «Динамо»             | Гол                                                                                | 19              | 14    |
| Ильин, Сергей        | «Динамо»             |                                                                                    | 14              | 5     |

| Одесса       |           |
| ------------ | --------- |
| Идзковский   |           |
|              |           |
| Весеньев     |           |
| Свиридовский |           |
|              |           |
| Тютчев       |           |
| Пионтковский |           |
| Долгов       |           |
|              |           |
| Синица       |           |
| Гончаренко   | Гол       |
| Сердюк       | Гол       |
| Прокофьев    | Гол       |
| Печеный      | Гол · Гол |

### 128. Москва — Ленинград — 2:2
Междугородний товарищеский матч 70 (отчет ).

| Москва                         | 2:2 | Ленинград                          |
| ------------------------------ | --- | ---------------------------------- |
| - Н.Старостин 25′ - Павлов 68′ |     | - (1:2)′ Е.Шелагин - (2:2)′ Кусков |

| Игрок                | Клуб                 |                                 | Вышел на замену | Гол  |
| -------------------- | -------------------- | ------------------------------- | --------------- | ---- |
| Гранаткин, Валентин  | МОГЭС                | Серебряный гол · Серебряный гол | 3               | (-3) |
|                      |                      |                                 |                 |      |
| Старостин, Александр | «Дукат»              |                                 | 28              |      |
| Пчеликов, Павел      | «Красный пролетарий» |                                 | 28              |      |
|                      |                      |                                 |                 |      |
| Леута, Станислав     | «Дукат»              |                                 | 32              | 2    |
| Старостин, Андрей    | «Дукат»              |                                 | 13              |      |
| Никишин, Евгений     | ЦДКА                 |                                 | 41              | 1    |
|                      |                      |                                 |                 |      |
| Старостин, Николай   | «Дукат»              | 89'                             | 38              | 33   |
| Иванов, Сергей       | «Динамо»             |                                 | 16              | 12   |
| Степанов, Владимир   | ЦДКА                 |                                 | 2               | 1    |
| Павлов, Василий      | «Динамо»             | Гол                             | 20              | 15   |
| Ильин, Сергей        | «Динамо»             |                                 | 15              | 5    |

| Ленинград   |     |
| ----------- | --- |
| Шорец       |     |
|             |     |
| Юденич      |     |
| Лабут       |     |
|             |     |
| Пав.Попов   |     |
| Батырев     |     |
| В.Лемешев   |     |
|             |     |
| П.Григорьев |     |
| Е.Шелагин   | Гол |
| М.Бутусов   |     |
| Елисеев     |     |
| Кусков      | Гол |

### 129. Москва — Харьков — 3:0
Междугородний товарищеский матч 71 — Матч трёх городов (отчет ).

| Москва                                          | 3:0 | Харьков |
| ----------------------------------------------- | --- | ------- |
| - Степанов 31′ 60′ 77' (пен.) - Н.Старостин 83′ |     |         |

| Игрок                | Клуб                 |           | Вышел на замену | Гол  |
| -------------------- | -------------------- | --------- | --------------- | ---- |
| Гранаткин, Валентин  | МОГЭС                |           | 4               | (-3) |
|                      |                      |           |                 |      |
| Старостин, Александр | «Дукат»              |           | 29              |      |
| Пчеликов, Павел      | «Красный пролетарий» |           | 29              |      |
|                      |                      |           |                 |      |
| Леута, Станислав     | «Дукат»              |           | 33              | 2    |
| Старостин, Андрей    | «Дукат»              |           | 14              |      |
| Никишин, Евгений     | ЦДКА                 |           | 42              | 1    |
|                      |                      |           |                 |      |
| Старостин, Николай   | «Дукат»              | Гол       | 39              | 34   |
| Смирнов, Василий     | «Динамо»             |           | 5               | 2    |
| Степанов, Владимир   | ЦДКА                 | Гол · Гол | 3               | 3    |
| Павлов, Василий      | «Динамо»             | 61'       | 21              | 15   |
| Ильин, Сергей        | «Динамо»             |           | 16              | 5    |

| Харьков |  |
| ------- |  |
| ?       |  |
|         |  |
| ?       |  |
| ?       |  |
|         |  |
| ?       |  |
| ?       |  |
| ?       |  |
|         |  |
| ?       |  |
| ?       |  |
| ?       |  |
| ?       |  |
| ?       |  |

### 130. Москва — Ленинград — 2:3
Междугородний товарищеский матч 72 — Матч трёх городов (отчет ).

| Москва                                             | 2:3 | Ленинград                                                     |
| -------------------------------------------------- | --- | ------------------------------------------------------------- |
| - Н.Старостин 49′ - С.Ильин 60′ - Леута 80' (пен.) |     | - 41′ (пен.) Пав.Попов - 53′ П.Григорьев - 65′ (пен.) Батырев |

| Игрок                | Клуб                 |                                                  | Вышел на замену | Гол  |
| -------------------- | -------------------- | ------------------------------------------------ | --------------- | ---- |
| Гранаткин, Валентин  | МОГЭС                | Серебряный гол · Серебряный гол · Серебряный гол | 5               | (-6) |
|                      |                      |                                                  |                 |      |
| Старостин, Александр | «Дукат»              | 65'                                              | 30              |      |
| Пчеликов, Павел      | «Красный пролетарий» |                                                  | 30              |      |
|                      |                      |                                                  |                 |      |
| Леута, Станислав     | «Дукат»              |                                                  | 34              | 2    |
| Старостин, Андрей    | «Дукат»              |                                                  | 15              |      |
| Никишин, Евгений     | ЦДКА                 |                                                  | 43              | 1    |
|                      |                      |                                                  |                 |      |
| Старостин, Николай   | «Дукат»              | Гол                                              | 40              | 35   |
| Смирнов, Василий     | «Динамо»             |                                                  | 6               | 2    |
| Степанов, Владимир   | ЦДКА                 |                                                  | 4               | 3    |
| Павлов, Василий      | «Динамо»             |                                                  | 22              | 15   |
| Ильин, Сергей        | «Динамо»             | Гол                                              | 17              | 6    |

| Ленинград   |     |
| ----------- | --- |
| Шорец       |     |
|             |     |
| Юденич      |     |
| Гинько      |     |
|             |     |
| Пав.Попов   | Гол |
| Батырев     | Гол |
| А.Петров    |     |
|             |     |
| П.Григорьев | Гол |
| Елисеев     |     |
| М.Бутусов   |     |
| Б.Шелагин   |     |
| Кусков      |     |

### 131. Москва — Нижний Новгород — 8:0
Соревновательный матч 37 — Чемпионат РСФСР, 1/8 финала (отчет ).

| Москва | 8:0 | Нижний Новгород |
| ------ | --- | --------------- |
|        |     |                 |

### 132. Москва — Пятигорск — 5:1
Соревновательный матч 38 — Чемпионат РСФСР, 1/4 финала (отчет ).

| Москва | 5:1 | Пятигорск |
| ------ | --- | --------- |
|        |     |           |

| Игрок              | Клуб                 |                | Вышел на замену | Гол   |
| ------------------ | -------------------- | -------------- | --------------- | ----- |
| Филиппов, Иван     | «Дукат»              | Серебряный гол | 14              | (-26) |
|                    |                      |                |                 |       |
| Саванов, Виктор    | ЦДКА                 |                | 1               |       |
| Пчеликов, Павел    | «Красный пролетарий» |                | 31              |       |
|                    |                      |                |                 |       |
| Столяров, Алексей  | «Динамо»             |                | 1               |       |
| Селин, Фёдор       | «Динамо»             |                | 49              | 26    |
| Дубинин, Виктор    | АМО                  |                | 4               |       |
|                    |                      |                |                 |       |
| Потапов, Вадим     | «Серп и Молот»       |                | 3               | 1     |
| Иванов, Сергей     | «Динамо»             |                | 17              | 12    |
| Степанов, Владимир | ЦДКА                 |                | 5               | 3     |
| Павлов, Василий    | «Динамо»             |                | 23              | 15    |
| Ильин, Сергей      | «Динамо»             |                | 18              | 6     |

| Пятигорск |  |
| --------- |  |
| ?         |  |
|           |  |
| ?         |  |
| ?         |  |
|           |  |
| ?         |  |
| ?         |  |
| ?         |  |
|           |  |
| ?         |  |
| ?         |  |
| ?         |  |
| ?         |  |
| ?         |  |

### 133. Москва — Северный Кавказ — 3:1
Междугородний товарищеский матч 73 (отчет ).

| Москва | 3:1 | Северный Кавказ |
| ------ | --- | --------------- |
|        |     |                 |

| Игрок              | Клуб                 |                | Вышел на замену | Гол   |
| ------------------ | -------------------- | -------------- | --------------- | ----- |
| Филиппов, Иван     | «Дукат»              | Серебряный гол | 15              | (-27) |
|                    |                      |                |                 |       |
| Саванов, Виктор    | ЦДКА                 |                | 2               |       |
| Пчеликов, Павел    | «Красный пролетарий» |                | 32              |       |
|                    |                      |                |                 |       |
| Столяров, Алексей  | «Динамо»             |                | 2               |       |
| Селин, Фёдор       | «Динамо»             |                | 50              | 26    |
| Дубинин, Виктор    | АМО                  |                | 5               |       |
|                    |                      |                |                 |       |
| Потапов, Вадим     | «Серп и Молот»       |                | 4               | 1     |
| Смирнов, Василий   | «Динамо»             |                | 7               | 2     |
| Степанов, Владимир | ЦДКА                 |                | 6               | 3     |
| Павлов, Василий    | «Динамо»             |                | 24              | 15    |
| Ильин, Сергей      | «Динамо»             |                | 19              | 6     |

| Северный Кавказ |  |
| --------------- |  |
| ?               |  |
|                 |  |
| ?               |  |
| ?               |  |
|                 |  |
| ?               |  |
| ?               |  |
| ?               |  |
|                 |  |
| ?               |  |
| ?               |  |
| ?               |  |
| ?               |  |
| ?               |  |

### 134. Москва — Самара — 12:0
Соревновательный матч 39 — Чемпионат РСФСР, 1/2 финала (впоследствии аннулирован ввиду изменения регламента) (отчет ).

| Москва           | 12:0 | Самара |
| ---------------- | ---- | ------ |
| - Н.Старостин 3′ |      |        |

| Игрок                | Клуб     |                                         | Вышел на замену | Гол  |
| -------------------- | -------- | --------------------------------------- | --------------- | ---- |
| Гранаткин, Валентин  | МОГЭС    |                                         | 6               | (-6) |
|                      |          |                                         |                 |      |
| Старостин, Александр | «Дукат»  |                                         | 31              |      |
| Корчебоков, Лев      | «Динамо» |                                         | 1               |      |
|                      |          |                                         |                 |      |
| Леута, Станислав     | «Дукат»  |                                         | 35              | 2    |
| Старостин, Андрей    | «Дукат»  |                                         | 16              |      |
| Столяров, Алексей    | «Динамо» |                                         | 3               |      |
|                      |          |                                         |                 |      |
| Старостин, Николай   | «Дукат»  | Гол · Гол · Гол · Гол · Гол · Гол · Гол | 41              | 42   |
| Смирнов, Василий     | «Динамо» |                                         | 8               | 2    |
| Степанов, Владимир   | ЦДКА     |                                         | 7               | 3    |
| Павлов, Василий      | «Динамо» |                                         | 25              | 15   |
| Ильин, Сергей        | «Динамо» |                                         | 20              | 6    |

| Самара        |       |
| ------------- | ----- |
| Комендантский | (I Т) |
|               |       |
| Панкратов     |       |
| Сикерин       |       |
|               |       |
| Семенов       |       |
| Гудков        |       |
| Комаров       |       |
|               |       |
| Солодилов     |       |
| Логинов       |       |
| Виноградов    |       |
| Алякринский   |       |
| ?             |       |

### 135. Москва — Свердловск — 4:0
Соревновательный матч 40 — Чемпионат РСФСР, 1/2 финала (отчет ).

| Москва                                           | 4:0 | Свердловск            |
| ------------------------------------------------ | --- | --------------------- |
| - Якушин 9′ - Путилин 29′ - Осминкин 50′ - ? 63′ |     | - 75' (пен.) Лутошкин |

| Игрок                  | Клуб                               |     | Вышел на замену | Гол  |
| ---------------------- | ---------------------------------- | --- | --------------- | ---- |
| Квасников, Александр   | «Динамо»                           |     | 1               | (-0) |
|                        |                                    |     |                 |      |
| Тетерин, Виктор        | «Динамо»                           |     | 2               |      |
| Лясковский, Константин | ЦДКА                               |     | 2               |      |
|                        |                                    |     |                 |      |
| Дергачёв, Иван         | «Красный пролетарий»               |     | 1               |      |
| Карасёв, Фёдор         | ЗиФ                                |     | 1               |      |
| Коротков, Павел        | «Динамо»                           |     | 1               |      |
|                        |                                    |     |                 |      |
| Савостьянов, Павел     | «Динамо»                           |     | 8               | 5    |
| Лапшин, Алексей        | «Динамо»                           |     | 1               |      |
| Осминкин, Виктор       | «Динамо» (Трудкоммуна № 1) Болшево | Гол | 1               | 1    |
| Якушин, Михаил         | СкиГ                               | Гол | 1               | 1    |
| Путилин, Гавриил       | «Дукат»                            | Гол | 1               | 1    |

| Самара    |  |
| --------- |  |
| Иванов    |  |
|           |  |
| Колеватов |  |
| Степанов  |  |
|           |  |
| ?         |  |
| ?         |  |
| ?         |  |
|           |  |
| Лутошкин  |  |
| Фирсов    |  |
| ?         |  |
| ?         |  |
| ?         |  |

### 136. Москва — Ленинград — 2:3
Соревновательный матч 41 — Чемпионат РСФСР, финал (отчет ).

| Москва                       | 2:3 | Ленинград                                  |
| ---------------------------- | --- | ------------------------------------------ |
| - С.Ильин 15′ - С.Иванов 55′ |     | - 23′ М.Бутусов - 60′ Кусков - 75′ Елисеев |

| Игрок                | Клуб     |                                                  | Вышел на замену | Гол  |
| -------------------- | -------- | ------------------------------------------------ | --------------- | ---- |
| Гранаткин, Валентин  | МОГЭС    | Серебряный гол · Серебряный гол · Серебряный гол | 7               | (-9) |
|                      |          |                                                  |                 |      |
| Старостин, Александр | «Дукат»  |                                                  | 32              |      |
| Саванов, Виктор      | ЦДКА     |                                                  | 3               |      |
|                      |          |                                                  |                 |      |
| Леута, Станислав     | «Дукат»  |                                                  | 36              | 2    |
| Старостин, Андрей    | «Дукат»  | ~80'                                             | 17              |      |
| Никишин, Евгений     | ЦДКА     |                                                  | 44              | 1    |
|                      |          |                                                  |                 |      |
| Старостин, Николай   | «Дукат»  |                                                  | 42              | 42   |
| Иванов, Сергей       | «Динамо» | Гол                                              | 18              | 13   |
| Степанов, Владимир   | ЦДКА     |                                                  | 8               | 3    |
| Павлов, Василий      | «Динамо» |                                                  | 26              | 15   |
| Ильин, Сергей        | «Динамо» | Гол                                              | 21              | 7    |
| Замена               |          |                                                  |                 |      |
| Столяров, Алексей    | «Динамо» | ~80'                                             | 4               |      |

| Шлейфер     |      |
|             |      |
| Юденич      |      |
| Гинько      |      |
|             |      |
| Пав.Попов   |      |
| В.Лемешев   | ~80' |
| А.Петров    |      |
|             |      |
| Светлов     |      |
| Мурашев     | 46'  |
| М.Бутусов   | Гол  |
| Елисеев     | Гол  |
| Кусков      | Гол  |
| Замены      |      |
| Вал.Фёдоров | ~80' |
| П.Дементьев | 46'  |

### 137. Москва — Тифлис — 6:1
Соревновательный матч 42 — Чемпионат СССР, 1/4 финала (отчет ).

| Москва                                                                 | 6:1 | Тифлис        |
| ---------------------------------------------------------------------- | --- | ------------- |
| - Степанов 6′ 68′ - Селин 11′ - Смирнов 42′ - С.Ильин 46′ - Павлов 49′ |     | - 4′ Абашидзе |

| Игрок                | Клуб     |                | Вышел на замену | Гол   |
| -------------------- | -------- | -------------- | --------------- | ----- |
| Гранаткин, Валентин  | МОГЭС    | Серебряный гол | 8               | (-10) |
|                      |          |                |                 |       |
| Старостин, Александр | «Дукат»  |                | 33              |       |
| Саванов, Виктор      | ЦДКА     |                | 4               |       |
|                      |          |                |                 |       |
| Леута, Станислав     | «Дукат»  |                | 37              | 2     |
| Селин, Фёдор         | «Динамо» | Гол            | 51              | 27    |
| Никишин, Евгений     | ЦДКА     |                | 45              | 1     |
|                      |          |                |                 |       |
| Старостин, Николай   | «Дукат»  |                | 43              | 42    |
| Смирнов, Василий     | «Динамо» | Гол            | 9               | 3     |
| Степанов, Владимир   | ЦДКА     | Гол · Гол      | 9               | 5     |
| Павлов, Василий      | «Динамо» | Гол            | 27              | 16    |
| Ильин, Сергей        | «Динамо» | ~90'           | 22              | 8     |
| Тренер               |          |                |                 |       |
| Брандт, Лев Иванович |          |                | 1               |       |

| Тифлис      |      |
| ----------- | ---- |
| Солонин     |      |
|             |      |
| Пачулия     |      |
| Шавгулидзе  |      |
|             |      |
| Ш.Рамишвили | ~90' |
| Минаев      |      |
| Савицкий    |      |
|             |      |
| Сомов       |      |
| Вачнадзе    |      |
| Абашидзе    | Гол  |
| Асламазов   |      |
| Костюков    |      |

### 138. Москва — Донбасс — 9:1
Соревновательный матч 43 — Чемпионат СССР, 1/2 финала (отчет ).

| Москва                                                                                   | 9:1 | Донбасс                |
| ---------------------------------------------------------------------------------------- | --- | ---------------------- |
| - Павлов 2′ 67′ - Степанов 17′ 28′ 58′ - Н.Старостин 35′ - С.Ильин 70′ 74′ - Смирнов 82′ |     | - 57′ (пен.) Шиловский |

| Игрок                | Клуб                 |                 | Вышел на замену | Гол   |
| -------------------- | -------------------- | --------------- | --------------- | ----- |
| Гранаткин, Валентин  | МОГЭС                | Серебряный гол  | 9               | (-11) |
|                      |                      |                 |                 |       |
| Старостин, Александр | «Дукат»              |                 | 34              |       |
| Пчеликов, Павел      | «Красный пролетарий» |                 | 33              |       |
|                      |                      |                 |                 |       |
| Леута, Станислав     | «Дукат»              |                 | 38              | 2     |
| Селин, Фёдор         | «Динамо»             |                 | 52              | 27    |
| Никишин, Евгений     | ЦДКА                 |                 | 46              | 1     |
|                      |                      |                 |                 |       |
| Старостин, Николай   | «Дукат»              | Гол             | 44              | 43    |
| Смирнов, Василий     | «Динамо»             | Гол             | 10              | 4     |
| Степанов, Владимир   | ЦДКА                 | Гол · Гол · Гол | 10              | 8     |
| Павлов, Василий      | «Динамо»             | Гол · Гол       | 28              | 18    |
| Ильин, Сергей        | «Динамо»             | Гол · Гол       | 23              | 10    |
| Тренер               |                      |                 |                 |       |
| Брандт, Лев Иванович |                      |                 | 2               |       |

| Донбасс          |     |
| ---------------- | --- |
| Феруза           |     |
|                  |     |
| Тяжлов           |     |
| Навольнев        |     |
|                  |     |
| Крынин           |     |
| Константиновский |     |
| Закутский        |     |
|                  |     |
| П.Сычёв          |     |
| Шиловский        | Гол |
| Наумов           |     |
| Манов            |     |
| Б.Терентьев      |     |

### 139. Москва — Ленинград — 5:1
Соревновательный матч 44 — Чемпионат СССР, финал (отчет ).

| Москва                                                         | 5:1 | Ленинград                                      |
| -------------------------------------------------------------- | --- | ---------------------------------------------- |
| - Н.Старостин 14′ - Павлов 39′ - Смирнов 47′ 89′ - С.Ильин 69′ |     | - 56' (пен.) Пав.Попов - 81′ (пен.) В.Топталов |

| Игрок                | Клуб                 |                | Вышел на замену | Гол   |
| -------------------- | -------------------- | -------------- | --------------- | ----- |
| Гранаткин, Валентин  | МОГЭС                | Серебряный гол | 10              | (-12) |
|                      |                      |                |                 |       |
| Старостин, Александр | «Дукат»              |                | 35              |       |
| Пчеликов, Павел      | «Красный пролетарий» | 46'            | 34              |       |
|                      |                      |                |                 |       |
| Столяров, Алексей    | «Динамо»             |                | 5               |       |
| Селин, Фёдор         | «Динамо»             | 35'            | 53              | 27    |
| Никишин, Евгений     | ЦДКА                 |                | 47              | 1     |
|                      |                      |                |                 |       |
| Старостин, Николай   | «Дукат»              | Гол            | 45              | 44    |
| Смирнов, Василий     | «Динамо»             | Гол · Гол      | 11              | 6     |
| Степанов, Владимир   | ЦДКА                 | 77'            | 11              | 8     |
| Павлов, Василий      | «Динамо»             | Гол            | 29              | 19    |
| Ильин, Сергей        | «Динамо»             | Гол            | 24              | 11    |
| Замены               |                      |                |                 |       |
| Саванов, Виктор      | ЦДКА                 | 46'            | 5               |       |
| Самороднов, Алексей  | ЦДКА                 | 35'            | 1               |       |
| Тренер               |                      |                |                 |       |
| Брандт, Лев Иванович |                      |                | 3               |       |

| Шлейфер     |     |
|             |     |
| Юденич      |     |
| В.Топталов  | Гол |
|             |     |
| Пав.Попов   |     |
| Батырев     | 46' |
| А.Петров    |     |
|             |     |
| Светлов     |     |
| П.Дементьев |     |
| М.Бутусов   | 59' |
| Елисеев     |     |
| Кусков      | 46' |
| Замены      |     |
| В.Лемешев   | 46' |
| Б.Шелагин   | 59' |
| Аксенов     | 46' |

## Неофициальные матчи
1. Контрольный матч
| 22 апр Неоф (1) | Москва       | 1:2 | Москва (II) | ЦДКА, Москва               |
| | - Г.Богданов |     | - Потапов   | Судья: В.Васильев (Москва) |
| Москва: Фокин - Ал.Старостин, Пчеликов - Ленчиков, Ганшин, Леута - Г.Богданов, Смирнов, С.Иванов, Павлов, С.Ильин Москва (II): И.Филиппов - Тетерин, Саванов - Путистин, Ан.Старостин, В.Дубинин - Потапов, П.Савостьянов, Степанов, А.Лапшин, Чухляев |              |     |             |                            |

2-3. Матч трёх городов (профсоюзы)
| 2 мая Неоф (2) | Москва (МГСПС) | 5:1 | Ленинград (ЛОСПС) | «Металлист», Харьков |
| |                |     |                   | Зрителей: 10 000     |
| Москва (МГСПС): Гранаткин - С.Афонин, Алякринский - Б.Апухтин, Коротков, Дергачев - Г.Богданов, А.Головкин, Зайцев, Исаков, Е.Москвин, Жуков, Грудицин |                |     |                   |                      |

| 3 мая Неоф (3)                                                    | Москва (МГСПС) | 0:0 | Харьков (ХОСПС) | «Металлист», Харьков |
| Москва (МГСПС): Гранаткин - ... Г.Богданов, Исаков, Е.Москвин ... |                |     |                 |                      |

4. Товарищеский матч
| 12 мая Неоф (4) | Москва (МГСПС) | 0:3 | Ленинград (ЛОСПС)       | Стадион им.Ленина, Ленинград |
| |                |     | - Елисеев - П.Григорьев |                              |
| Москва (МГСПС): Гранаткин - С.Афонин, Саванов - В.Дубинин, Б.Апухтин, Путистин - Г.Богданов, В.Орлов, Якушин, Ефимов, А.Емельянов |                |     |                         |                              |

5. Контрольный матч
| 20 мая Неоф (5) | Москва           | 2:1 | Москва (II)     | Стадион им.Томского, Москва |
| | - Павлов 31′ 90′ |     | - 63′ Ф.Федоров | Судья: Клевке (Москва)      |
| Москва: И.Филиппов - Ал.Старостин, Пчеликов - Путистин, Леута, Никишин - Н.Старостин, С.Иванов, Исаков, Павлов, С.Ильин Москва (II): Гранаткин - Тетерин, Таланов - Столяров, Ан.Старостин, В.Дубинин - Потапов, Смирнов, Степанов, Ф.Федоров, П.Теренков |                  |     |                 |                             |

6. Товарищеский матч
| 3 июн Неоф (6) | Москва (II) | 4:1 | Одесса | Москва |

7. Контрольный матч сборной СССР
| 15 июл Неоф (7) | Москва                                                  | 4:3 | СССР                                           | «Динамо», Москва                          |
| | - С.Иванов 18′ - Ан.Старостин 23′ - Степанов 41′ (4:3)′ |     | - 45′ Павлов - 60′ Вал.Прокофьев - 68′ Елисеев | Зрителей: 30 000 Судья: Н.Кауров (Москва) |
| Москва: Гранаткин - Саванов, Пчеликов - Леута, Ан.Старостин, Никишин - Н.Старостин, Смирнов, С.Иванов, Степанов, С.Ильин СССР: Идзковский - Ал.Старостин, Свиридовский - Пав.Попов, Пионтковский, Привалов - П.Григорьев, Елисеев, М.Бутусов , Павлов, Вал.Прокофьев |                                                         |     |                                                |                                           |

8. Товарищеский матч
| 10 авг Неоф (8) | Москва | 5:0 | Ростов | Стадион им.Ворошилова, Ростов |
| Москва: И.Филиппов - Саванов, Пчеликов - Столяров, Селин, В.Дубинин - Потапов, Смирнов, С.Иванов, Степанов, Павлов, С.Ильин |        |     |        |                               |

9. Матч «чемпион — сборная турнира» Чемпионата СССР
| 8 сен Неоф (9) | Москва                                        | 3:3 | СССР                                        | «Динамо», Москва                          |
| | - Н.Старостин (1:1)′ - Смирнов 24′ - ? (3:3)′ |     | - (0:1)′ 33′ Б.Шелагин - (2:3)′ П.Григорьев | Зрителей: 40 000 Судья: Н.Кауров (Москва) |
| Москва: Гранаткин - Леута, Саванов - Столяров, Карасёв, Никишин - Н.Старостин, Смирнов, Степанов, Павлов, С.Ильин СССР: Бабкин - Юденич, К.Фомин - Пав.Попов, Вал.Федоров, Привалов - П.Григорьев, Копейко, Елисеев, Б.Шелагин, Аксенов |                                               |     |                                             |                                           |

10-11. Турне молождёжной сборной
| 19 сен Неоф (10) | Москва (мол) | 3:0 | Коломна | Коломна |

| 21 сен Неоф (11) | Москва (мол) | 3:1 | Егорьевск | Егорьевск |

12-13. Матчи с проводящей турне по СССР сборной рабочего футбольного союза Германии
| 28 сен Неоф (12) | Москва              | 3:3 | «Роте Шпортайнхайт» Германия «раб» | «Динамо», Москва |
|                  | - Смирнов - С.Ильин |     |                                    | Зрителей: 30 000 |

| 3 окт Неоф (13) | Москва                                                                        | 7:1 | «Роте Шпортайнхайт» Германия «раб» | «Динамо», Москва                          |
| | - С.Ильин 25′ 76′ - Н.Старостин 40′ 70′ - Смирнов 46′ 63′ (пен.) - Павлов 55′ |     | - (1Т)′ (пен.) ?                   | Зрителей: 40 000 Судья: Н.Кауров (Москва) |
| Москва: Гранаткин - Ал.Старостин, Пчеликов - Столяров, Ан.Старостин, Никишин - Н.Старостин, Смирнов, Степанов, Павлов, С.Ильин «раб»: Хут (2Т Вегнер) - Кнёрль, Хенш - Пионтек, Бёме, Хеншайд - Постлер, Рихтер, М.Альберт, Дайхман, Г.Бем (запасные Лёр, Баух, Тишнер) |                                                                               |     |                                    |                                           |

14. Контрольный матч сборной СССР
| 11 окт Неоф (14) | Москва                       | 2:1 | СССР                       | «Динамо», Москва                            |
| | - Смирнов 28′ - Степанов 60′ |     | - 14′ 66' (пен.) М.Бутусов | Зрителей: 30 000 Судья: В.Васильев (Москва) |
| Москва: Фокин - Саванов, Пчеликов - Столяров, Селин, Леута - А.Емельянов, С.Иванов, Степанов, Смирнов, Разорёнов СССР: Бабкин - Ал.Старостин, К.Фомин - Пав.Попов, Ан.Старостин, Привалов - Н.Старостин , Елисеев, М.Бутусов, Павлов, Вал.Прокофьев |                              |     |                            |                                             |

15. Матч «чемпион — сборная турнира» Чемпионата Москвы
| 30 окт Неоф (15) | Москва                     | 4:4 | «Серп и Молот» | Стадион им.Томского, Москва |
| | - М.Зайцев 49′ - Кожин 51′ |     | - 28′ Аникин   |                             |
| Москва: ?.Зайцев - И.Андреев, Пучков - П.Новиков, Якушин, Литвейко - Н.Семенов, М.Зайцев, С.Артемьев, Кожин, Пугачев «Серп и Молот»: Назаретов - Б.Аркадьев, С.Афонин - Максимов, Б.Апухтин, Антонов - Аникин, Н.Ильин, Гусев, П.Петров, Бубенцов |                            |     |                |                             |

16-23. Турне молодёжной сборной
| 26 окт Неоф (16) | Москва (мол)           | 1:1 | Киев           | Киев |
| | - Долгов (1:1)′ (авт.) |     | - (0:1)′ Сопин |      |
| Москва (мол): Квасников - Саванов, Родионов - Путистин, Самороднов, В.Дубинин - Потапов, Осминкин, Щегоцкий, Коршаков, Чухляев Киев: Идзковский - Пржепольский, Весеньев - Юкельзон, Тютчев, Долгов - Синица, Панин, Сердюк, Сопин, Коровников |                        |     |                |      |

| 29 окт Неоф (17) | Москва (мол) | 5:0 | Киев (мол) | Киев |

| 3 ноя Неоф (18) | Москва (мол)                                              | 4:0 | Днепропетровск (II) | Днепропетровск |
|                 | - Дергачёв 18′ - Щегоцкий 47′ - Кривоносов 53′ (пен.) 57′ |     |                     |                |

| 4 ноя Неоф (19) | Москва (мол)                 | 2:1 | Днепропетровск | Днепропетровск |
|                 | - Щегоцкий 6′ - Коршаков 55′ |     |                |                |

| 7 ноя Неоф (20) | Москва (мол) | 1:1 | Николаев | Николаев |

| 8 ноя Неоф (21) | Москва (мол) | 4:2 | Николаев (мол) | Николаев |

| 11 ноя Неоф (22) | Москва (мол) | 2:1 | Кривой Рог | Кривой Рог |